# Уилард ван Орман Куайн
Уилард ван Орман Куайн (на английски: Willard Van Orman Quine, р. 25 юни 1908 – п. 25 декември 2000) е американски философ и логик от аналитичната традиция.
От 1930 г. до смъртта си 70 години по-късно Куайн е постоянно свързан с Харвардския университет по един или друг начин, отначало като студент, след това като професор по философия и преподавател по логика и теория на множествата, и накрая като почетен професор, като публикува и издава преработени версии на седем свои книги след своето пенсиониране. Негово е професорското кресло по философия в Харвард на името на Едгар Пиърс (1956 – 1978).
Куайн категорично попада в аналитичната философска традиция, като в същото време е основен поддръжник на възгледа, че философията не е концептуален анализ. Основните му трудове са „Две догми на емпиризма“ (1951), с който атакува разграничението между аналитични и синтетични пропозиции и се застъпва за форма на семантичния холизъм, и Дума и обект (1960), където допълнително развива тези позиции и лансира известния тезис за неопределеността на превода, с който поддържа бихейвиористка теория за значението.

## Почетни докторати
На 5 май 1967 г. Куайн получава почетна докторска степен от Чикагския университет след решение на Академичния съвет, в което отличени също са Пол Рикьор, Толкът Парсънс, Ноам Чомски, Нортръп Фрай и Клод Леви-Строс.
През 1978 г. получава почетна докторска степен от Кеймбиджския университет.
През 1980 г. получава почетна докторска степен от Факултета по хуманитарни науки на университета в Упсала, Швеция.

### По-значими книги
- 1934 A System of Logistic. Harvard Univ. Press.
- 1951 (1940). Mathematical Logic. Harvard Univ. Press.
- 1966. Selected Logic Papers. New York: Random House.
- 1970 (2nd ed., 1978). With J. S. Ullian. The Web of Belief. New York: Random House.
- 1980 (1941). Elementary Logic. Harvard Univ. Press.
- 1982 (1950). Methods of Logic. Harvard Univ. Press.
- 1980 (1953). From a Logical Point of View. Harvard Univ. Press.
- 1960 Word and Object. MIT Press.
- 1974 (1971) The Roots of Reference. Open Court Publishing Company.
- 1976 (1966). The Ways of Paradox. Harvard Univ. Press.
- 1969 Ontological Relativity and Other Essays. Columbia Univ. Press.
- 1969 (1963). Set Theory and Its Logic. Harvard Univ. Press.
- 1985 The Time of My Life: An Autobiography. Cambridge, The MIT Press. ISBN 0-262-17003-5. 1986: Harvard Univ. Press.
- 1986 (1970). The Philosophy of Logic. Harvard Univ. Press.
- 1987 Quiddities: An Intermittently Philosophical Dictionary. Harvard Univ. Press.
- 1992 (1990). Pursuit of Truth. Harvard Univ. Press.
- 1995, From Stimulus to Science. Harvard Univ. Press.

### По-важни статии
- 1946, „Concatenation as a basis for arithmetic.“ Reprinted in his Selected Logic Papers. Harvard Univ. Press.
- 1948, „On What There Is“, Review of Metaphysics. Reprinted in his 1953 From a Logical Point of View. Harvard University Press.
- 1951, „Two Dogmas of Empiricism“, The Philosophical Review 60: 20 – 43. Reprinted in his 1953 From a Logical Point of View. Harvard University Press.
- 1956, „Quantifiers and Propositional Attitudes“, Journal of Philosophy 53. Reprinted in his 1976 Ways of Paradox. Harvard Univ. Press: 185 – 96.
- 1969, „Epistemology Naturalized“ in Ontological Relativity and Other Essays. New York: Columbia University Press: 69 – 90.
- „Truth by Convention“, first published in 1936. Reprinted in the book, Readings in Philosophical Analysis, edited by Herbert Feigl and Wilfrid Sellars, pp. 250 – 273, Appleton-Century-Crofts, 1949.